# Majsmennesker
|  | Denne artikel er oprettet af botten PalnaBot ud fra en ekstern database. Den kan derfor have sproglige fejl eller mangler. Denne skabelon kan fjernes efter kontrol af indholdet. |

Majsmennesker er en film instrueret af Ludwig Deutsch.

## Handling
Et lysbilledshow om en rejse til Guatemala og indianernes kår i højlandet. (Scanning fra dias).